# RHPPC
Az RHPPC egy sugárzástűrő mikroprocesszor, amely eredetileg a Motorola által licencelt PowerPC 603e technológiáján alapul. 2001-ben jelent meg, és jelenleg is gyártja a Honeywell. Az RHPPC egyenértékű a kereskedelmi forgalomban kapható PowerPC 603e processzorral, néhány kisebb eltéréstől eltekintve, mint az órajel előállítására használt fáziszárt hurok (PLL) és a processzor-verzióregiszter (PVR) értéke. Az RHPPC processzor kompatibilis a PowerPC architektúrával (megfelel a Book I–III specifikációknak), a PowerPC 603e programozói interfésszel, ezen felül a processzort támogatják a PowerPC platform közös szoftvereszközei és beágyazott operációs rendszerei, mint pl. a VxWorks.

## Technikai részletek
Az RHPPC processzor 190 MIPS-et ér el a Dhrystone teljesítménytesztben 100 MHz-es mag órajel mellett (azaz az RHPPC processzor 1,9 utasítást hajt végre ciklusonként). Az RHPPC 60x sínjének órajele (SYSCLK) 25, 33,3, 40, vagy 50 MHz lehet, amelyet a PCI órajel alapján generál. A 60x sín órajel-elcsúszását egy chipen belüli PLL javítja és az órajel felszorozható.
Az RHPPC processzor egy szuperskalár gép, öt végrehajtási egységgel: rendszerregiszter egység, fixpontos egység, betöltő-tároló egység, lebegőpontos egység, és elágazásfeldolgozó egység. Az utasításkiküldő egység ciklusonként két utasítást adhat ki. A lebegőpontos egység három fokozatú futószalaggal rendelkezik. A soron kívüli végrehajtás árnyék- vagy átnevezőregiszterek használatával támogatott. A befejező egység ciklusonként két utasítást tud végrehajtani az átnevezési regiszterek eredményeinek a valós regiszterekbe másolásával. Ezektől függetlenül az elágazásfeldolgozó egység minden ciklusban végrehajthat egy elágazást. Így elméletileg az RHPPC processzor ciklusonként három utasítást képes végrehajtani (befejezni). Az RHPPC processzoron belül egy 16 KiB méretű L1 szintű utasítás- és egy 16 KiB méretű L1 szintű adat-gyorsítótár található, ezek négy utas asszociatívak, és támogatják az átíró vagy visszamásoló (copy-back) protokollt. A gyorsítótár sorai rögzítetten nyolc szavasak.

## Gyártási folyamat és kiszerelés
Az RHPPC processzor a Honeywell 0,35 µm-es SOI-V folyamatával készül, ami egy négy rétegű fémezést alkalmazó eljárás. A folyamatban szabványos cellákat és egyedi beilleszthető modulokat alkalmaznak. A processzor-lapka 21 × 21 mm méretű hermetikus alumínium-oxid tokba van építve, 255 (16 × 16) kivezetéses csatlakozómátrixszal. A kivezetések középpontjai 1,27 mm lépésközzel vannak elhelyezve. A kivezetésekhez forrasztógolyók, forrasztóoszlopok vagy rövid tűk is rögzíthetők. A lapkát szabványos felerősítéssel rögzítik és szintén szabványos huzalköteg-csatlakozással csatlakozik a be/kimenetekhez.

## Fordítás
Ez a szócikk részben vagy egészben  a   RHPPC című angol Wikipédia-szócikk ezen változatának fordításán alapul.  Az eredeti cikk szerkesztőit annak laptörténete sorolja fel. Ez a jelzés csupán a megfogalmazás eredetét és a szerzői jogokat jelzi, nem szolgál a cikkben szereplő információk forrásmegjelöléseként.